# 劉進興
劉進興，中華民國（臺灣）化學家暨政治人物，曾代表民主進步黨於全國不分區當選為第三屆立法委員，曾任國立臺灣科技大學化學工程系教授、第五屆公共電視文化事業基金會董監事審查委員、總統府國策顧問、監察院國家人權委員會顧問。
1997年1月20日，前台灣勞工陣線主席方來進、曾茂興及台灣勞工陣線副主席王文祥等五十餘名台灣勞工陣線幹部聯名舉行記者會，宣布集體退出勞陣，並批評：勞陣遭民進黨新潮流系操控，新潮流系「勞工立委」簡錫堦與劉進興出賣勞工。他們說，劉進興全程參與1996年12月底召開的國家發展會議，通過「加速公營事業民營化」的政策共識，定下五年的落日條款要讓公營事業「公股零存」，嚴重違反勞工與消費大眾的利益；劉進興無回應。
1998年第四屆立委選舉，劉進興被民進黨列為全國不分區第17名，因該黨最終當選15席而落選。
2000年-2005年，劉進興擔任行政院勞工委員會顧問。
2010年民主進步黨主席選舉電視政見發表會協商會議，競選連任的民主進步黨主席蔡英文連續缺席三場，自稱受蔡英文指派代理出席的劉進興強硬要求挑戰者尤清接受蔡英文陣營開出的條件，引發尤清不滿。
2015年8月4日，高雄市政府發布，劉進興接任高雄市政府研究發展考核委員會主任委員。
2016年12月，劉進興出版《福爾摩沙的自我追尋》（允晨文化）。

### 電視劇
| 年份   | 播放平台     | 片名            | 導演                   | 飾演     | 備註          |
| 2021年 | YouTube 公視 | 《國際橋牌社2》 | 汪怡昕、林世章、孫大軍 | 抗議群眾 | 客串 抗議群眾 |

## 外部連結
- 新國會政策研究中心 劉進興簡介（页面存档备份，存于）
- 劉進興的部落格：躲藏世界